# Joaquim (filme)
Joaquim é um filme luso-brasileiro de drama lançado em 2017 e dirigido por Marcelo Gomes. A produção pernambucana trata da formação política de Joaquim José da Silva Xavier, o Tiradentes, figura chave na Inconfidência Mineira.
O filme foi selecionado para competir pelo Urso de Ouro na principal competição do Festival de Berlim de 2017.

## Elenco
- Julio Machado
- Isabél Zuaa
- Nuno Lopes
- Rômulo Braga
- Welket Bunguê
- Karay Rya Pua